# Kazasker Mustafa Izzet Efendi
Kazasker Mustafa Izzet Efendi in turco ottomano مصطفى عزت, Turco moderno: Kazasker Mustafa İzzet Efendi, Kadıasker Mustafa İzzet Efendi o Seyyid Mustafa (Tosya, 1801 – Istanbul, 16 novembre 1876) è stato un compositore ottomano abile suonatore di ney, poeta e statista noto per la sua calligrafia.

## Biografia
Era figlio del Destan Agazade Mustafa Agar e nacque a Tosya, vicino al Mar Nero nel 1801. Sua madre apparteneva al ramo Rûmiyya dell'ordine Kādiriyye. Dopo la morte di suo padre, sua madre lo mandò a Istanbul per completare la sua istruzione. Studiò teologia islamica, scienza e musica e divenne un abile suonatore di ney oltre ad avere una voce deliziosa.
Inizialmente fu assegnato come apprendista al mausoleo di Ali-Pasha al tempo di Sultan Mahmud II. Successivamente prestò servizio presso la corte imperiale dove imparò i sülüs e nashk e ottenne un riconoscimento da Moustafa Wâsif. Trascorse tre anni alla corte del Sultano, ma trovò la vita della corte troppo restrittiva. Chiese il permesso di fare un pellegrinaggio a La Mecca, dopo di che decise di non tornare al Palazzo Imperiale e rimase a Il Cairo prima di tornare definitivamente a Istanbul. Acquistò una casa e vi visse in uno stile di vita sufi, lontano dal palazzo. Tuttavia, non informò il Sultano del suo ritorno e non tornò alla Corte Imperiale.
Qualche tempo dopo, il Sultano scoprì, quasi per caso, che Izzet era tornato a Istanbul. Durante il Ramadan, nel 1832, il Sultano partecipò alle preghiere nella Moschea Beyazid . Quando sentì una bella voce cantare, la riconobbe immediatamente come appartenente a Mustafa Izzet Efendi. Deluso dal fatto che Izzet non avesse annunciato il suo ritorno a Istanbul, il Sultano ordinò che Izzet fosse punito, ma alla fine lo perdonò ed Izzet occupò incarichi giudiziari e religiosi nella corte di Abdülmecid I.
Nel 1839, divenne un predicatore alla Moschea di Eyüp Sultan, cosa che era considerata un privilegio importante in quel periodo. Nel 1845, Sultan Abdülmecid ascoltò il sermone di Mustafa İzzet mentre visitava la moschea e lo nominò secondo imam. Nel 1850 fu nominato maestro di calligrafia dei principi reali.
Il suo principale contributo alla calligrafia ottomana fu lo sviluppo di raffinate versioni di sülüs e nashk, basate sul lavoro precedente di Hâfiz Osman, Celaleddin e Râkim. Tuttavia, i suoi miglioramenti furono eclissati nel giro di una generazione, dal lavoro di Sevki Efendi (1829-1887) che perfezionò questi stili a un livello che non è mai stato superato. Oltre, alla sua calligrafia, Mustafa Izzet compose molte canzoni, sia religiose che profane.
I suoi più importanti allievi di calligrafia furono Mehmet Şefik  (1818-1890); Şefik Bey (1819–1880), Abdullah Zuhdi Effendi (1835–1879), Muhsinzade Abdullah Bey (1832–1899) e Hasan Riza Effendi (1849–1920).

## Opere
Le sue iscrizioni calligrafiche si trovano in molti edifici pubblici e moschee, tra cui Ayasofya, Hırka-i Şerif, Buyuk Kasimpaya, Kucuk Mecidiye, Sinan Pasa e Yahya Effendi 

## Calligrafia

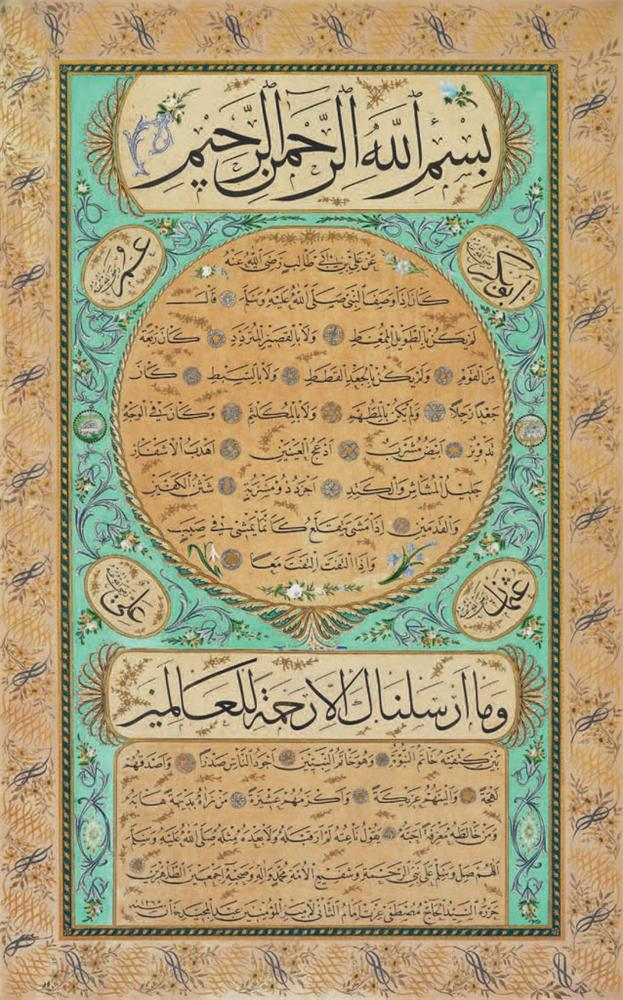
Pannello di calligrafia ottomana Hilya il testo descrive l'aspetto fisico del profeta islamico Maometto, data 1848
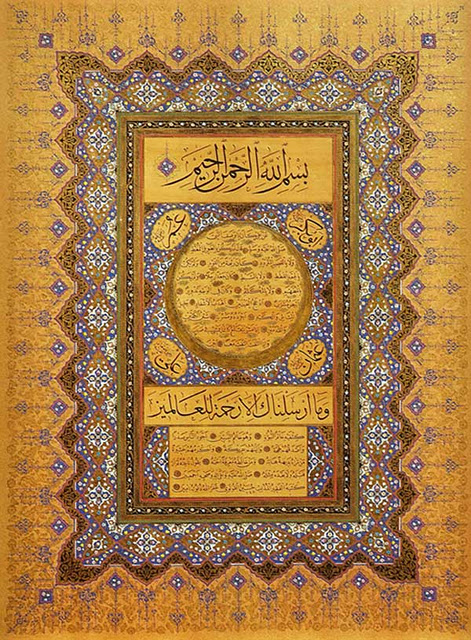
Pannello di calligrafia ottomana Hilya il testo descrive l'aspetto fisico del profeta islamico Maometto XIX secolo
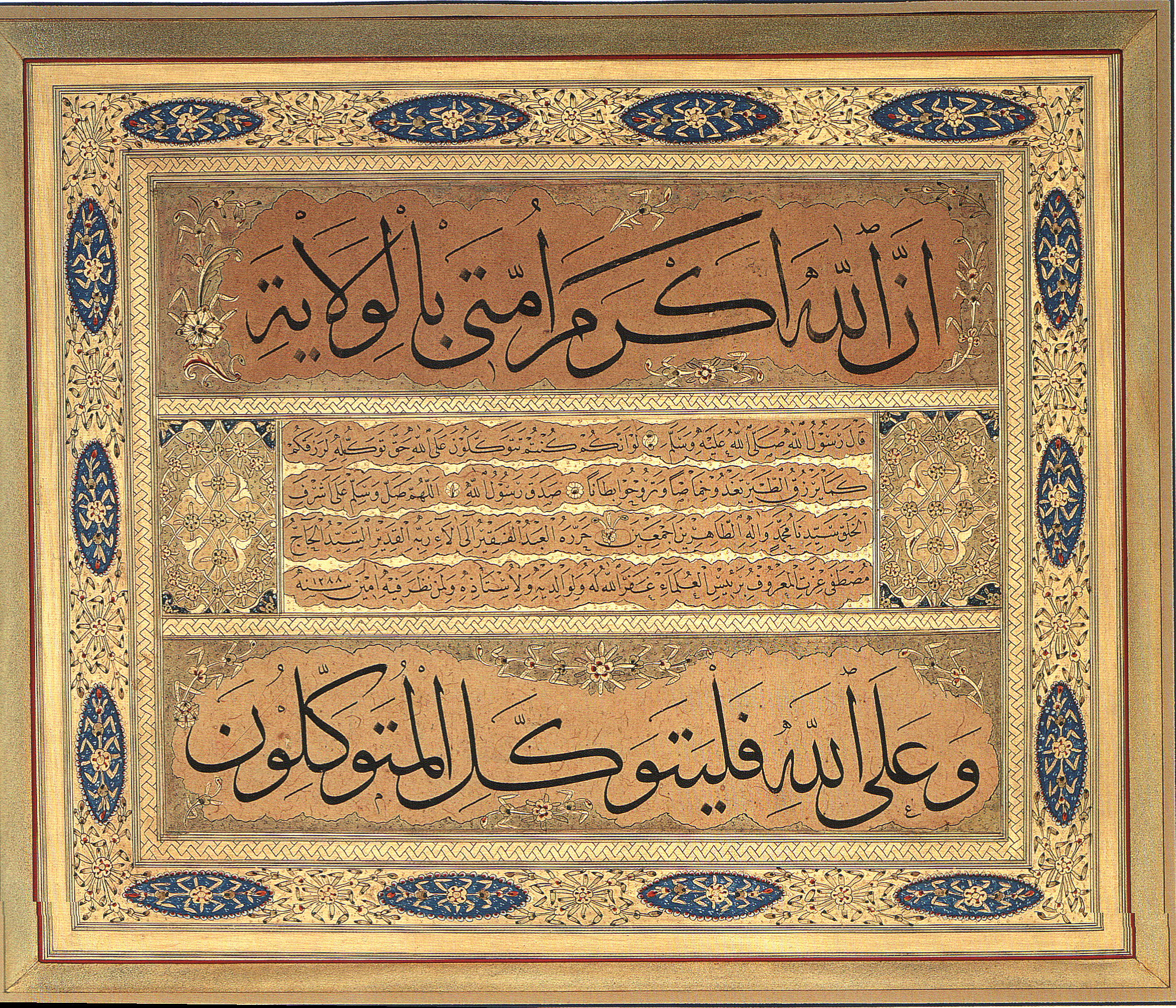
Kit'a disegnato nelle scritture di Thuluth e Naskh, Istanbul 1288/1871
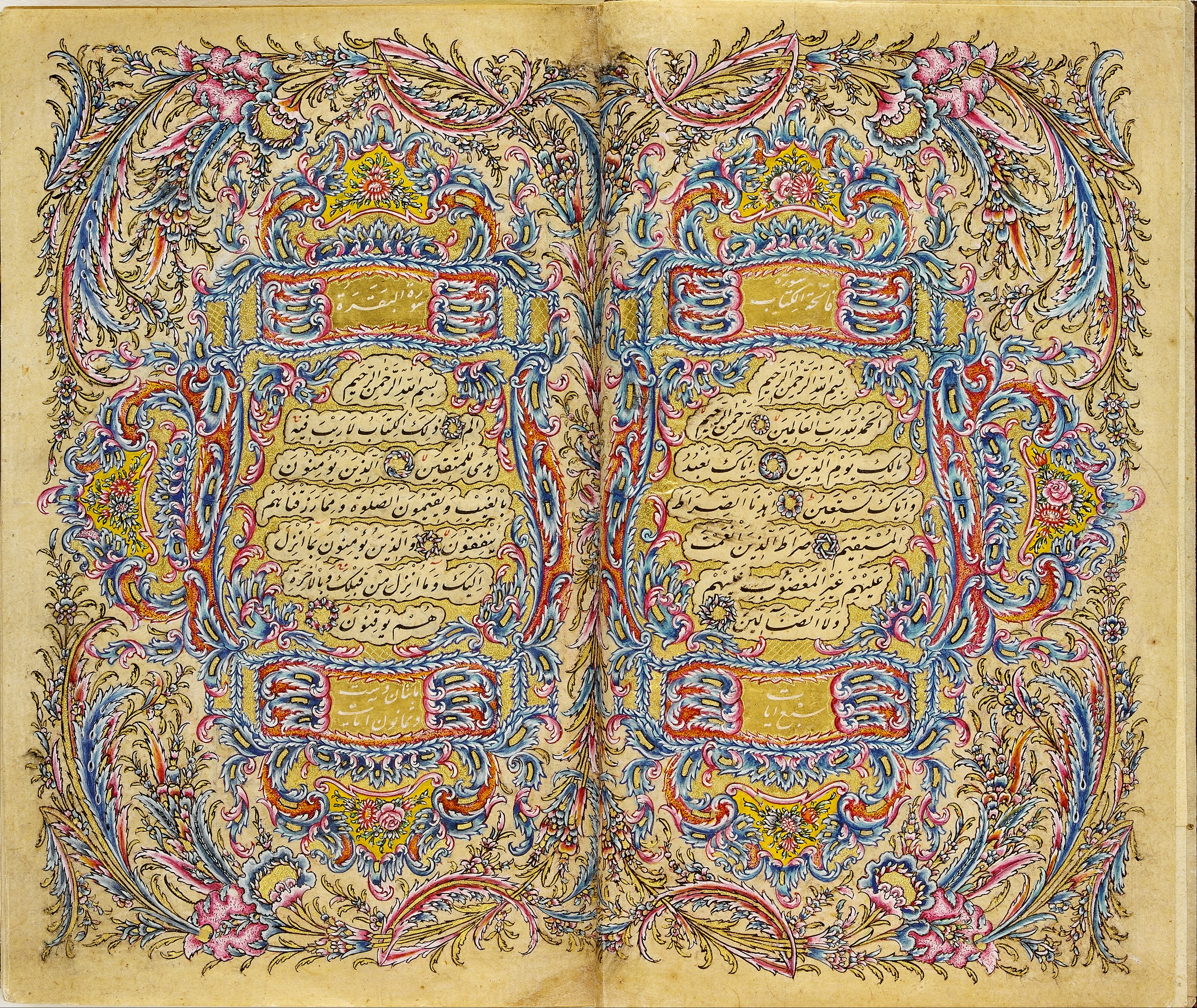
Una copia colorata dell'introduzione al Corano di Nasta'liq